# Notre Dame (bergketen)
De bergketen Notre Dame is hoofdzakelijk gelegen in de Canadese provincie Quebec en vormen een noordelijke uitloper van de Appalachen. Het gebergte ligt over een afstand van zo'n 700 km in een zuidwest-noordoostelijke richting ten zuiden van de Saint Lawrencerivier en vormt tevens deels de grens met de Amerikaanse staat Maine.
De berg Mont Jacques-Cartier is met 1.268 meter hoogte het hoogste punt van de Notre Dame keten.